# Картер, Рон
Рон Картер (4 мая 1937) — американский джазовый басист и виолончелист, один из наиболее известных джазовых аккомпаниаторов, обладатель виртуозной техники. Является, наряду с Милтом Хинтоном, Лероем Винегаром и Рэем Брауном, самым записываемым басистом, играющим джаз (участвовал в записи более 2500 альбомов). Журнал Rolling Stone поместил его на 10-е место в списке величайших басистов всех времен.

## Биография
Рональд Левин Картер родился 4 мая 1937 года в г. Ферндейл (штат Мичиган). В возрасте 10 лет начал учиться играть на виолончели, но, столкнувшись после переезда его семьи в Детройт с расовыми предрассудками относительно академических музыкантов, взял в руки контрабас.
Учился в Детройтской Политехнической Высшей школе, затем продолжил музыкальное образование в Истменовской школе музыки в Рочестере, одной из ведущих американских консерваторий, а далее — в Манхэттенской музыкальной школе, где получил степень магистра.
Первые джазовые выступления Рона Картера состоялись в 1960 году в коллективе Чико Хэмилтона и Джеки Байерда. Первые записи сделаны в том же году с Эриком Долфи и Доном Эллисом. В альбоме «Out there» Эрика Долфи участвовал, помимо Картера, другой басист — Джордж Дювивье, и Картер в некоторых произведениях играл на виолончели. В целом альбом был новаторским для того времени и был выдержан в духе Третьего течения. В качестве лидера состава он впервые выступил в 1961 году на альбоме «Where?» с Долфи и пианистом Мэлом Уолдроном.
Картер быстро влился в джазовую среду, начав сотрудничество, помимо Долфи и Байерда, с Телониусом Монком, Бобби Тиммонсом, Артом Фармером.
С 1963 по 1968 годы Рона Картера пригласил к себе Майлс Дейвис. Картер стал постоянным басистом «второго великого квинтета», последнего акустического ансамбля великого трубача, в который ещё входили пианист Херби Хэнкок, перешедший из «Jazz Messengers» саксофонист Уэйн Шортер и ударник Тони Уильямс. Картер записал в квинтете значительные альбомы «Seven Steps to Heaven» и «E.S.P.», участвовал также в студийных сессиях Дейвиса. Иногда он брал в руки электробас, но впоследствии стал избегать его и играл только на контрабасе.
Кроме этого, Картер принимал участие в сессиях для фирмы Blue Note с Хэнкоком (Maiden Voyage) и Уильямсом, сотрудничал с пианистами Хорасом Силвером, Маккоем Тайнером, Эндрю Хиллом и Дюком Пирсоном, трубачами Фредди Хаббардом и Ли Морганом и другими музыкантами.
После ухода от Дейвиса Картер сотрудничал с фирмой CTI Records, выпуская несколько альбомов в качестве лидера группы.
В 70-80-х годах Картер сотрудничал со многими джазовыми музыкантами, среди которых Седар Уолтон, Хэнк Джонс, Джо Хендерсон.
В 1972 году он вошёл в состав New York Jazz Quartet совместно с Роландом Ханной, Хьюбертом Лоузом и Билли Кобэмом.
В 1980—1983 годах Картер входил в обновлённый состав V. S. O. P. (Хэнкок, Уильямс, братья Уинтон и Брэнфорд Марсалис). В 1986 году присоединился к Майлсу Дейвису в кампании по борьбе с апартеидом.
В 1990-е годы играл в дуэтах с Седаром Уолтоном и Джимом Холлом.
О широте его музыкальных вкусов говорит то, что он участвовал в таких разных коллективах, как альтернативная хип-хоп группа A Tribe Called Quest’s и The Classical Jazz Quartet, исполнявшая классические произведения в джазовой обработке.
Картер изобрёл разновидность малого контрабаса — бас-пикколо, на котором он играл в 1970-х годах.
Рон Картер является почётным профессором Музыкального отдела Нью-йоркского городского колледжа, в котором он преподавал более 20 лет, и почётным доктором Музыкального Колледжа в Бёркли.
С 2008 года преподавал искусство игры на контрабасе в Джульярдской музыкальной школе.